# Puchar Świata w biegach narciarskich 2025/2026
Sezon 2025/2026 Pucharu Świata w biegach narciarskich rozpocznie się 28 listopada 2025 r. w fińskim ośrodku narciarskim Ruka nieopodal miejscowości Kuusamo, a zakończy 22 marca 2026 r. w amerykańskim Lake Placid.
Obrończynią Pucharu Świata wśród kobiet jest Amerykanka Jessie Diggins, natomiast wśród mężczyzn Norweg Johannes Høsflot Klæbo.
Najważniejszą imprezą sezonu będą zimowe igrzyska olimpijskie w Mediolanie i Cortinie, które odbędą się w dniach 4 – 22 lutego 2026 roku.
Z okazji jubileuszowej dwudziestej edycji cyklu zawodów Tour de Ski wprowadzony został nowy format zawodów - dystansowy bieg masowy z podziałem na grupy. Wyścig zostanie rozegrany jako trzeci etap tej edycji we włoskim Toblach.
14 marca 2026 roku podczas zawodów w norweskim Oslo po raz pierwszy w historii zawodów Pucharu Świata mężczyźni oraz kobiety będą zmagać się na dystansie 50km tego samego dnia oraz na tej samej trasie. Kobiety wystartują 45 minut po rozpoczęciu biegu przez mężczyzn. Taką zmianą w formacie biegu organizatorzy chcą zachęcić widzów do śledzenia biegów na najdłuższym dystansie obowiązującym w zawodach rangi mistrzowskiej.